# Ги де Лузиньян
Ги (Гвидо) де Лузиньян (фр. Guy de Lusignan, ум. 18 июля 1194) — видная личность в истории крестовых походов и государств крестоносцев, французский рыцарь из династии Лузиньянов, король Иерусалима в 1186—1192 годах (как соправитель жены Сибиллы), сеньор Кипра с 1192 года. Сын Гуго VIII де Лузиньяна и Бургонь де Ранкон.

## Биография

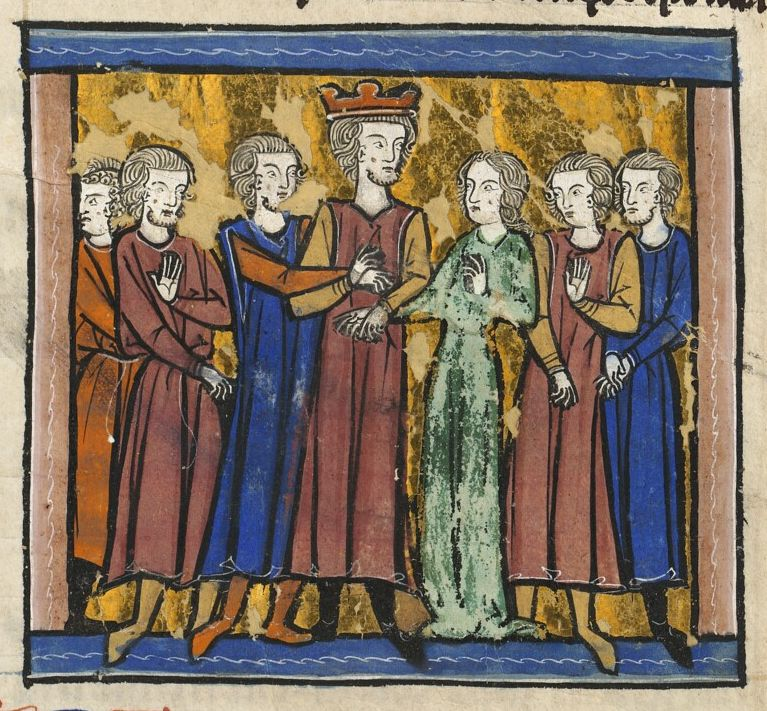
Свадьба Ги де Лузиньяна и Сибиллы Иерусалимской. Миниатюра из рукописи хроники Гийома Тирского

### Путь к власти
Ги был сыном Гуго VIII де Лузиньяна из французского графства Пуату, в то время бывшего частью герцогства Аквитания. В 1168 году Ги и его братья напали из засады на Патрика Солсбери, 1-го графа Солсбери и убили его. За это они были изгнаны из Пуату их сюзереном, Ричардом I, в то время — герцогом Аквитании.
Ги отправился в Иерусалим, куда прибыл между 1173 и 1180 годами изначально как паломник или крестоносец. Бернард Гамильтон предполагает, что он, возможно, прибыл с французскими крестоносцами в 1179 году. В 1174 году его старший брат Амори женился на дочери Балдуина де Ибелина и вошёл в круг придворных. Амори также получил покровительство короля Балдуина IV и его матери Агнес де Куртене. Он был назначен коннетаблем Агнес в Яффе, а затем — коннетаблем Иерусалимского королевства. Позже враждебные слухи утверждали, что он был любовником Агнес де Куртене, но это сомнительно. Вполне вероятно, что возвышение Амори было направлено на ослабление позиций семьи Ибелин, которая была связана с Раймундом III, графом Триполи, двоюродным братом Амори I и бывшим регентом. Успех Амори, вероятно, способствовал и продвижению Ги. Раймунд III и его союзник Боэмунд III Антиохийский готовились вторгнуться в королевство, чтобы заставить короля выдать свою старшую сестру Сибиллу за Балдуина де Ибелина. Тогда Ги и Сибилла поспешно поженились на Пасху, в апреле 1180 года, чтобы предотвратить этот переворот. После свадьбы Ги также стал графом Яффы и Аскалона и бальи Иерусалима. Сибилла родила Ги двоих дочерей — Алису и Марию.
Вильгельм Тирский утверждает, что жениться на Сибилле Ги посоветовала Агнес де Куртене, и что Амори намеренно привез Ги в Иерусалим специально для этого. Однако, это маловероятно, учитывая скорость, с которой был устроен брак — очевидно, что Ги уже был в городе, когда было принято решение. Родство Лузиньянов с французским и английским королём позволяло Иерусалиму рассчитывать на помощь извне.
В начале 1182 года здоровье короля Балдуина IV заметно ухудшилось, и Ги был объявлен регентом. Видя амбициозность и властолюбие Ги, весь конец 1183 и 1184 год Балдуин IV пытался объявить брак его сестры с ним недействительным. По решению Высокого совета была установлена последовательность наследования, по которому власть после смерти короля перешла бы в руки его сестры Изабеллы. В 1183—1186 годах Ги держался в тени, пока его жена Сибилла не унаследовала трон.

### Король Иерусалима

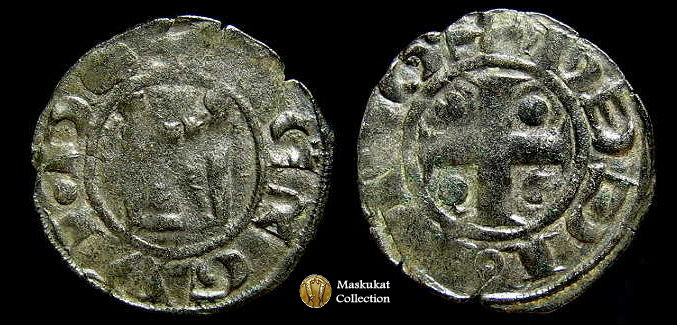
Монета Ги де Лузиньяна

Когда Балдуин IV в 1185 году скончался от проказы, королём стал Балдуин V, однако он был юн и слаб здоровьем и умер через год после коронации. Ги вместе с Сибиллой прибыл в Иерусалим на похороны пасынка в сопровождении вооруженного эскорта, который по его приказу оперативно взял город под контроль. Раймунд III пытался защитить свои позиции и принял меры для созыва Высокого совета, однако это не помогло и патриарх Ираклий короновал Сибиллу королевой Иерусалима. Народную поддержку Сибилле во многом обеспечил Рено де Шатильон, заявивший, что она была «li plus apareissanz et plus dreis heis dou rouame» («наиболее очевидным и законным наследником королевства»).
Чтобы получить поддержку оппозиционных членов Высокого совета, Сибилла согласилась расторгнуть брак с Ги, совет в свою очередь позволил ей самостоятельно провозгласить на коронации имя своего консорта. Однако неожиданно для всех на церемонии коронации Сибилла назвала имя Ги в качестве своего мужа. На второй коронации в сентябре 1186 года в храме Гроба Господня королева сняла корону со своей головы и протянула её Ги.

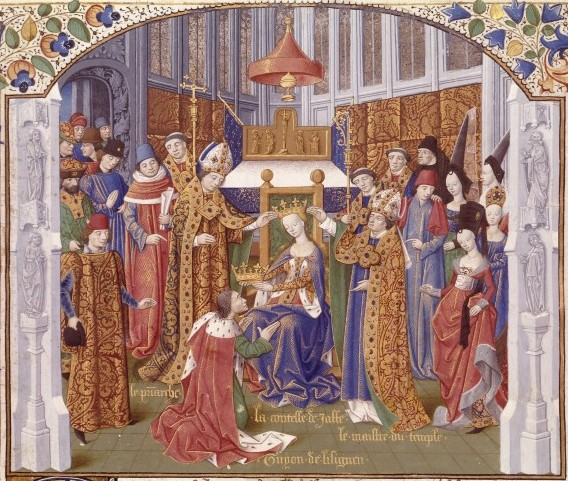
Коронация Ги де Лузиньяна

Оппозицию Сибилле составила её сводная сестра Изабелла и её окружение, в частности муж Онфруа IV де Торон и Раймунд III. Однако вскоре Онфруа отмежевался от них и присягнул на верность Сибилле, став одним из ближайших союзников Ги.

### Битва при Хаттине и падение Иерусалима

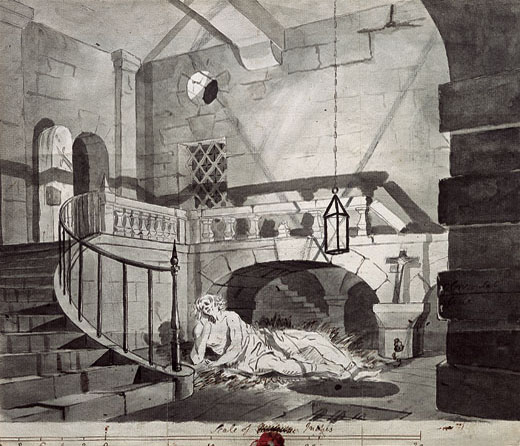
«Пленный король»: эскиз Джозефа Райта к картине, изображающей Ги де Лузиньяна в плену у Салах ад-Дина

Главной опасностью для королевства в этот период стал египетский султан Салах ад-Дин, настроенный вернуть мусульманам контроль над Иерусалимом. В 1187 году Ги под давлением баронов попытался снять египетскую осаду Тверии. Армия Ги выдвинулась от колодцев Сефории и отправилась в пустыню, чтобы дать генеральное сражение. В итоге армия крестоносцев была окружена и отрезана от источников воды, а 4 июля полностью разбита в битве при Хаттине. Ги, Рено де Шатильон и несколько знатных крестоносцев были взяты в плен.
Истощённые пленники были доставлены в палатку Салах ад-Дина, где Ги был подан кубок с водой в знак милосердия султана. Когда Ги предложил кубок своим собратьям по несчастью, Салах ад-Дин упрекнул его, указав, что милость султана не распространяется на других пленников. Салах ад-Дин обвинил Рено де Шатильона в нарушении условий перемирия (по его приказу крестоносцы начали грабить мусульманские караваны), но Рено ответил, что «короли всегда действовали таким образом». Салах ад-Дин лично обезглавил Рено де Шатийона. Когда Ги был доставлен к султану вновь, он упал на колени при виде трупа Рено. Султан велел ему встать, сказав: «король не убивает короля».
Ги был отправлен в Дамаск, в то время как Сибилла вместе с Балианом де Ибелином остались защищать Иерусалим. Город был сдан египтянам 2 октября 1187 года. Сибилла писала Салах ад-Дину и просила об освобождении мужа. Ги был отпущен на свободу и воссоединился с женой в 1188 году. Ги и Сибилла нашли убежище в Тире, единственном городе, остававшимся в руках христиан благодаря усилиям Конрада Монферратского (младшего брата первого мужа Сибиллы).

### Ги против Конрада

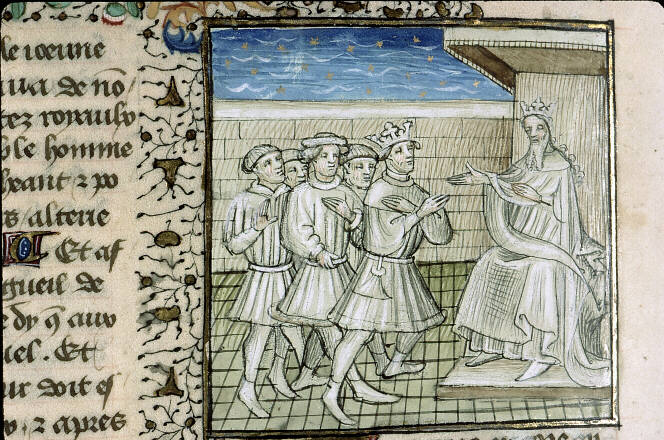
Ричард I передает де Лузиньяну права на Кипр. Миниатюра рукописи французского перевода «Декамерона» Лорана де Премьерфе (1425—1449)

Конрад отказал Сибилле и Ги в убежище, и они были вынуждены располагался лагерем за пределами городских стен в течение многих месяцев. Вскоре Ги взял на себя инициативу и начал осаду Акры в ожидании подхода войск Третьего крестового похода. Королева последовала за ним, но умерла во время эпидемии летом 1190 года вместе со своими маленькими дочками. Со смертью Сибиллы Ги потерял авторитет, и корона перешла к Изабелле. Ибелины поспешно организовали развод Изабеллы с Онфруа IV де Тороном и выдали её за Конрада, который теперь получил права на корону. Однако Ги продолжал требовать признания себя в качестве короля.
В 1191 году Ги покинул Акру с небольшим флотом и высадился в Лимасоле, чтобы искать поддержки у Ричарда I Английского, чьим вассалом он был в Пуату. Он поклялся в верности Ричарду и присутствовал на его свадьбе с Беренгарией Наваррской. Ги также участвовал в кампании против Исаака Комнина Кипрского. В обмен на это, когда Ричард прибыл в Акру, он поддержал Ги в его борьбе с Конрадом, который в свою очередь получил помощь от своих родственников Филиппа II Французского и Леопольда V Австрийского.
Конфликт продолжался в течение осады Акры, хотя это не помешало Ги благородно спасти жизнь Конрада, когда тот попал в окружение. Временное урегулирование установило, что корону должен был получить Конрад, а его наследником должен был стать Ги. Тем не менее, в апреле 1192 года Ричард, наконец, понял, что не сможет вернуться домой без окончательного решения этой проблемы, и поставил вопрос о престолонаследии на голосование среди баронов королевства. Конрад был единогласно избран, и Ги смирился с поражением. Несколько дней спустя Конрад был убит ассасинами, и Изабелла вышла замуж за племянника Ричарда Генриха II Шампанского. Когда в 1197 году он умер, Изабелла вышла замуж за брата Ги Амори.

### Синьор Кипра
Ги компенсировал потерю иерусалимской короны, купив в 1192 году у тамплиеров Кипр при условии возврата 40 тысяч сарацинских безантов, выплаченных как депозит королю Англии (тамплиеры получили Кипр от Ричарда, который вырвал его из рук Исаака Комнина по пути в Палестину). Ги обязуется выплатить Ричарду I в двухмесячный срок. Большую часть из этих 60 тысяч Ги получил от Генриха II Шампанского в обмен на привилегию пожизненного управления Иерусалимским королевством, а оставшуюся сумму без труда собрал менее чем за месяц у триполийских купцов, получивших взамен особые торговые привилегии на острове Кипр. При этом формально Ги был лишь сеньором Кипра, а не королём — он предпочитал (не совсем обоснованно) пользоваться титулом короля Иерусалима.

### Смерть
Ги умер в 1194 году не оставив потомства, и ему наследовал его брат Амори, который получил королевскую корону от Генриха VI, императора Священной Римской империи. Ги был похоронен в церкви тамплиеров в Никосии.

## В культуре
- Персонаж Декамерона (I, 9)
- Упоминается в «Песнях шотландской границы» Вальтера Скотта
- В фильме Ридли Скотта «Царство небесное» роль Ги (который был представлен весьма негативным персонажем) исполнил новозеландец Мартон Чокаш.
- В книге «Тибо, или Потерянный крест» Жюльетты Бенцони.
- Является действующим персонажем книги Роджера Желязны и Томаса Томаса «Маска Локи» (1990). Хотя повесть, как и многое в творчестве Желязны, являлась фантастической, однако содержала многие исторические факты относительно событий в Иерусалиме конца XII века.